# Amir Husayn
Amir Husayn fou amir dels karaunes i breument amir principal del kanat de Txagatai. Era nebot d'Abd Allah ibn Qazaghan l'amir principal enderrocat per Buyan Suldus el 1258.

## Husayn després de la caiguda de Qazaghan i Abd Allah
Després de la deposició del seu oncle, Amir Husayn Amir Husayn s'havia refugiat a Kabul, i pretenia recuperar l'herència del seu avi Qazaghan; va reunir a la gent de la seva tribu (els karaunes), i, volent venjar la seva família, va formar una coalició amb els yasauris (vegeu Yasaur) sota amir Khidr Yasauri, i 
i va demanar l'aliança d'un emergent líder secundari dels Barles, Timur, més tard conegut com a Tamerlà. Timur diu que es va equivocar entrant en amistat amb ell. Sense saber-ho aleshores, va acceptar l'aliança i va aconsellar a Husayn la conquesta del Badakhxan, regne sotmès als Suldus (que si havien imposat el 1358 o 1359 per consell del propi Timur que en aquell moment instigava a un cap contra un altre buscant el benefici propi).

## Transoxiana després dels mogols o jats
Quan el kan de Mogolistan Tughluq Timur va envair Transoxiana a inicis del 1360, Timur va anar a la seva cort i fou nomenat cap dels Barles. Timur va considerar que se li conferia una mena de supremacia sobre tota Transoxiana. No obstant el kan va abandonar tot seguit el país i llavors Buyan Suldus va tornar al seu territori i va disputar el poder a Amir Husayn. Aquest va fer valdre l'aliança amb Timur en contra de Buyan Suldus, el qual tenia com aliats a Amir Bayazid dels jalayirs i a Hajji Beg, el cap dels Barles. Amir Husayn de Kabul pensava atacar la fortalesa de Shadman que estava en mans de Bayan Selduz i va demanar ajut a Timur, a causa de l'aliança concertada i de la connexió familiar (eren cunyats, l'esposa de Timur, Aljai, era germana de Husayn i en aquell moment precisament la tenia a la seva cort), a Bayazid Jalayir i a Khidr Yasauri o Yusuri. Amir Husayn va aixecar un exèrcit per anar a Shadman. Amir Husayn, Tamerlà i l'amir dels yasauris es van dirigir cap a Shadman en contra de Buyan Suldus, però aquest va fugir a Badakhxan, el governant del qual, Baha al-Din, igualment va fugir quan els aliats van envair el seu territori que van ocupar.

## Conquesta del Badakhxan (1360)
Husayn després d'imposar la seva llei al país va fer matar Kai Kobad Khuttalani, germà de Kai Khusraw Khuttalani, l'amir de Khuttalan. Kai Kobad fou anomenat assassí de reis, perquè havia mort al rei de Badakhxan (fent-se efectiva així una venjança de sang pendent). Kai Kobad havia anat a trobar a Timur i el va començar a obsequiar; però aquest, com que no hi confiava, no el va protegir. El rei de Badakhxan havia estat mort njustificadament, i els prínceps que eren hereus dels antics reis reclamaven la venjança de la sang (que finalment van obtenir de Husayn) el 1360
Els dominis de Husayn havien augmentat considerablement amb el Badakhxan però no obstant no va quedar del tot satisfet ja que les tropes de Timur i Khidr Yasauri havien ocupat Shadman, i sospitava que Timur es volia quedar amb aquesta fortalesa (que anteriorment havia estat seva). Husayn va escriure a Timur agraint-li l'ajut que li havia facilitat, amb el qual havia obtingut la possessió de Shadman (que de fet no estava en les seves mans) i a mes del Badakhxan i que ja no calia que els seus aliats avancessin mes lluny i podien retornar a la seva capital; ara be, per l'alta posició de Timur podia fer el que considerés convenient; que es considerava sota obligacio mes gran amb relació a ell i que Badakhxan l'entenia com un regal de Timur. Aquest va tractar de manera amistosa a Husayn però a Shadman va nomenar governador de la fortalesa a Khidr Yasauri; però poc temps després va cridar a Khidr i va retornar Shadman a Husayn. Khidr va anar a Ulugh Maidan, un lloc proper a Kish on Timur passava l'estiu, i li va fer una recepció magnifica; després Khidr va seguir en direcció al seu campament, situat més al nord.

## Domini dels mogols o jats a Transoxiana (1361)
El 1361 Timur s'havia imposat a gran part de Transoxiana; va comptar amb l'aliança de Husayn, senyor del Badakhxan, Shadman i Kabul, que era el seu cunyat, però va ombatre a diversos caps bàsicament sol. Li va oferir el repartiment de l'estat. Però aviat Timur va intuir que Husayn el trairia i que treballaria només per ell per reclamar el lideratge de l'ulus
El 1361 Tughluq Timur va envair per segona vegada envaïa la regió, i Bayazid Jalayir i Buyan Suldus van anar al seu campament i se li van sotmetre. Aquesta vegada, tanmateix, el kan volia centralitzar el govern, i va començar una purga de líders tribals als quals considerava com enemics potencials
Husayn avançava cap al riu Vahesh, i se li havien unit els governants de Khuttal i Bakelan. Timur va aconsellar enviar una comissió al governant de Shadman i del districte de Khuttalan, l'amir Ky Khusero [[[Kai Khusrau Khuttalani]]], cap de la primera línia de Husayn i subornar-lo. Mentre això es feia l'exèrcit del Khan va avançar. Husayn va arribar a la Porta de Ferro on ja l'esperava el kan que va atacar sota comandament de Beg Chuck (Bikijuk) però quan els dos exèrcits es van trobar Ky Khuseru [Kai Khusrau Khuttalani] va desertar i es va unir a les forces del Khan. Husayn va intentar compensar la defecció de l'avantguarda amb la resta de l'exèrcit però ja les ales drets i esquerra, preses del pànic, es van desbandar. La victòria del Khan fou fàcil i l'exèrcit de Khan va poder saquejar totes les hordes i tribus de la zona i Husayn es va haver de retirar cap a Kunduz.
Les forces del Khan van creuar el Jihun i es van dirigir cap allí, i van ocupar la ciutat i van saquejar la zona arribant fins a les muntanyes del Hindu Kush. Van romandre allí tota la primavera i l'estiu del 1362. A l'inici de la tardor el kan va retornar al nord cap a Samarcanda i pel camí va matar Miyan [Bayan] Kuli Selduz i altres amirs dels que sospitava que li eren hostils o que creaven problemes. Husayn, expulsat dels seus territoris, va esdevenir un dels anomenats "guerrers errants".
Vegeu: Tamerlà (Guerrer errant) (amb els esdeveniments de 1362 a 1364).
Tughluq Timur va deixar com a virrei al seu fill Ilyas Khoja. A la mort de Kuthluq Timur (1363), Tamerlà i Amir Husayn, units, van expulsar ràpidament als mongols orientals (als que consideraven bàrbars) de Transoxiana. El 1365 el mogols orientals envaïen una altra vegada el país i ara les forces dels karaunes sota Amir Husayn i dels Barles sota Tamerlà foren derrotades a la batalla de Laï o dels Tolls, però els jats es van retirar a causa d'una epidemia que va matar als seus cavalls. Els esdeveniments de 1364 i 1365 estan detalladament descrits a l'article Tamerlà

## Husayn i Tumur disputen el poder (1365)
Timur va tornar a Balkh al seu campament. Husayn tenia el campament a Sherku (o Sheberto) i va tornar a Sali Sarai on va deixar a la família i es va reunir amb Timur al Bakelan. S'havia de decidir qui era elegit cap superior de Transoxiana. Abans Timur gaudia del prestigi de la victòria però ara, després de la derrota, les coses s'havien igualat. Es va acordar que cap dels dos aniria a Samarcanda fins a la primavera i que Timur passaria el hivern a Karshi (originalment anomenada Nakhsheb) prop de Samarcanda i de Kish i Husayn a Sali Sarai, i que hi hauria una mena de poder compartit, però que en la pràctica afavoria a Husayn per la seva millor genealogia.
A la primavera van tornar ambdós a Samarcanda on Husayn va tenir una entrada triomfal. Anava al front de les tropes de Balkh, Badakhxan. Kunduz, Khuttalan, Shadman, Sheberghan i Ankhud, i dels tumans dels sulduz, arlat i apardis i les seves propies karaunes, és a dir tot el sud de l'ulus. Els sarbadars de Samarcanda, que sembla que havien agafat el poder durant el conflicte i havien resistit als mogols, van rebre promeses de amistat que no es van complir.
Timur va fer reparar el Palau de Kepee Khan, en turc Karshi, i va fer construir una fortalesa a la porta de la ciutat; va establir allí el seu campament. Husayn també va poder ocupar alguns barris de la ciutat. La situació els deixava amos indisputats de les terres entre l'Indus i la mar de Coràsmia. Però Husayn era net d'un governant i nebot d'un governant, i com el seu avi va buscar un genguiskhànida per posar-lo al tron i governar en el seu nom (en aquest cas Adil Sultan). Husayn va quedar en la pràctica per damunt de Timur, sent el que cobrava les taxes, feia els judicis, repartia les terres, però Timur va insistir molt en tenir el control absolut del seu districte des de la Ciutat Verda fins al riu.

## Eliminació dels sarbadars de Samarcanda (1366)
Yazdi diu que la primera mesura que van prendre fou contra els que anomena els sarbadars, que foren els que sense ajuda havien defensat Samarcanda contra els mogols. Se’ls va condemnar per horribles crims i se’ls va tallar el cap a Canighul (o Kanighul), lloc on acampava l'exèrcit prop de la ciutat. Sembla que la influència i prestigi que havien assolit amb la defensa de la ciutat molestava a Timur i Husayn. Només fou perdonat Mawlana Zade Samarcandi per la seva edat avançada.

## Exaccions fiscals de Husayn (1366)
Husayn va enviar els recaptadors contra tothom (excepte els seus fidels) i en especial Jaku Barles del que ambicionava les seves riqueses, així com d'altres alts oficials com Saif al-Din Barles, Akbugha, Eltxi Bahadur i Dolerkha Bahadur que havien perdut quasi tot a la batalla dels Tolls. Timur va protestar però finalment va haver de donar diners a tots ells i quan el diner es va acabar va haver de pagar el deute de Jaku amb cavalls i camells propis, així com joies de la seva dona, què Husayn va reconèixer (era la seva germana) però va acceptar. Husayn va trobar a faltar encara tres mil dinars que no va voler acceptar amb bens propis de Timur i li va dir que anava a Sali Sarai i d'allí havia d'enviar una quantitat per l'enllaç amb una princesa Sufi de Coràsmia, i que esperaria allí el pagament. Timur li va pagar immediatament quan va haver marxat però sembla que a costa de, al seu torn, recaptar els diners entre els habitants de Kish.
L'ambició de Husayn era notable i després dels alts oficials va pretendre extorquir als ciutadans. Hi va haver moltes queixes i els enemics de Husayn es van multiplicar. Amir Musa Taychi'ut (casat amb una germana del següent), Ali Dervix Jalayir (fill de Bayazid Jalayir) i Farhad Bahadur Apardi, tots els quals eren germans d'una de les dones d'Amir Hussayn, van planejar junt amb la princesa Audu, una parenta, destruir a Husayn i la seva amistat amb Timur. El complot fou ideat per Urda Khatun, una princesa de l'harem de Tarmaixirin Khan, la filla de la qual era la mare d'Ali Dervix Jalayir i esposa en segones noces de Husayn (després que va morir Bayazid Jalayir). Tots tenien una relació mes o menys propera amb Husayn i hi tenien accés. Van escriure a Husayn alertant d'uns conspiració de Timur; Husayn va mostrar la carta a Kabul Shah Khan i van enviar delegats a Timur per esbrinar que hi havia de veritat, i van suggerir de reunir-se entre els acusats i acusadors per descobrir la veritat. Quan els delators van intuir que el seu complot s'anava a descobrir, avergonyits, van fugir cap a Khujand. No obstant, tot i que segons la totalitat de les fonts existents van quedar en evidència la falsedat de les acusacions, Husayn les havia cregut i no acabava d'estar tranquil, i això va incrementar les diferències entre Husayn i Timur i aquest va convocar a diversos caps sobre que fer. Timur es va sincerar amb ells i va confessar que no confiava amb Husayn i no li agradava la seva avarícia i el seu caràcter. Bahram Jalayir i Shir Bahram Khuttalani que mai havien dit res de l'odi que tenien per Husayn, van exposar aleshores que també eren hostils a Hussayn, i Shir Bharam va aconsellar prevenir-se, perquè realment Husayn podria intentar alguna cosa. Timur va demanar proves i Shir Bahram va indicar que li demanaria perdó per carta a Husayn i si el perdonava seria perquè les seves intencions eren bones; però Husayn va contestar que només esperava el moment d'aniquilar-lo. Timur i els seus aliats van decidir reunir les seves forces cadascun al seu territori; Shir Bahram va anar a Khuttelan a reunir les seves forces allí (però desconfiant, Timur li va fer deixar al seu fill Tash Khoja com a ostatge a Samarcanda) acompanyat d'Adil Bahadur.
Shir Bahram, arribant a Khuttelan, va reunir tropes a la fortalesa de Pelak Suturg, prop de Terak, i va convocar a la rebel·lió contra Husayn. Però aquest, com a bon polític, no va tardar en convèncer-lo de passar al seu costat i de trencar el seu jurament a Timur amb diverses promeses. Però per Timur era ja clar que la lluita entre Husayn i ell havia d'esclatar i va començar a preparar-se: Bahram Jalayir havia anat a assegurar la fidelitat de l'Horda dels Jalayirs a Khujand i per efectuar altres tasques (agafar a Amir Musa Taychi'ut i Ali Dervix Jalayir), acompanyat de dos fidels de Timur, Amir Jaku Barles i Abas Bahadur. Bahram va aconseguir fer fugir a Amir Musa Taychi’ut i a Ali Dervix i desposseir al seu cosí del comandament de la tribu Jalayir, però desconfiant de que la guerra entre Husayn i Timur fos duradora, es va quedar allí sense retornar. Va saquejar les terres del fugit Musa Taychi’ut i d'Ali Dervix (i va matar alguns de la seva gent) i després es va traslladar al Mogolistan. Els amirs no tenien fe en un trencament definitiu dels dos aliats i en tot cas, si es produïa, no tenien fe en la victòria de Timur

## La Guerra civil (1366)[13]
L'establiment d'un genguiskhànida al tron de Transoxiana va donar arguments als jats per intervenir. Per altra banda l'amistat entre els dos homes finalment es va trencar per diverses causes però la principal es que ambdós volien el poder. Va esclatar una guerra civil de cinc anys (1665-1669) barrejada amb incursions dels jats
L'any 1366 va confirmar que la lluita entre els dos homes era inevitable. Timur va posar el seu exèrcit en ordre i al final del hivern, el 1367, va marxar amb les seves tropes de Karshi cap a Samarcanda. Amir Sulayman i Javerchy, instigadors del conflicte van aprofitar el moment per passar als rangs de Husayn. Just en aquell moment el cap dels yusuris o yasauris Khidr Yasauri havia mort i l'havien succeït els germans Ali Dervix Yasauri, Ilies Khoja Yasauri i Hajji Mahmud Shah Yasauri (cunyat d'Ali Yasauri i també cosí de Timur), els quals van posar les tropes de la tribu o tuman de Yasauri al servei de Timur (no obstant els Yasauris passaran al camp de Husayn molt poc temps després, en ocasió del primer intent de pacte entre Husayn i Timur) com també ho van fer amir Jaku i amir Abas que havien anat amb Bahram Jalayir a Khujand i havien retornat amb les forces desplaçades, el que va reforçar considerablement l'exèrcit timúrida. En arribar a prop de Samarcanda els notables van sortir i li van demanar nomenar un Hakim (governant) càrrec pel que va designar a Kara Hinduke Barles, retornant Timur cap a Karshi; als dos dies Hinduke es va passar a Husayn i el seu lloctinent Kara Jun, incapaç de governar, actuava com un boig. Justament llavors Timur va rebre la notícia de que la seva esposa, Aljai Turkan Agha, a la qual havia deixat malalta a Karshi, havia mort sobtadament i havia estat enterrada al jardí de casa seva; deixava un fill petit, Jahangir (que tenia menys de 10 anys). Timur no es va afectar gaire, i si que ho va fer Husayn que era germà de la difunta. Era l'únic llaç entre els dos homes i s'acabava de trencar. Timur va decidir que s'havia de preparar per a la guerra. Va reunir les tropes i va enviar a l'amir Saif al-Din Barles a Chughtayan on Husayn estava acampat, per informar-se de que passava. Aviat li fou confirmat que Husayn es preparava per a la guerra.
Yazdi esmenta la mort d'Aljai en un final de capítol i diu que amb aquesta mort Timur es desfeia de l'únic lligam que mantenia la precària aliança (mes morta que viva) amb Husayn.

## Negociacions entres Husayn i Timur (1366)
Husayn, sabent que Timur havia enviat un informador al seu campament, va enviar el seu fill Abdallah ibn Husayn i a Malik Bahadur amb una carta per Timur en que declarava la seva amistat a Timur i li demanava confiar en ell. Timur, que estava acampat a Ifun, al sud de la Derbend Aheny (Porta de Ferro), es va negar a obrir la carta i va anunciar que entre els dos homes nomes hi havia l'espasa. Això va alarmar a la horda Yasauri que va abandonar a Timur. Hi havia amirs en dubte als que cada part va tractar de convèncer. Timur havia nomenat a Saif al-Din Barles com a comandant de la seva avantguarda; també havien tornat de Khujand Abas Bahadur i Jaku Barles que havien acompanyat a Bahram Jalayir, reforçant les seves forces. Shir Bahram Khuttalani fou nomenat comandant de les forces de Husayn a les que es van unir Mubarak Shah Sanjari i Muhammad Bayan Sulduz.
El tresorer de Husayn, Kezer, va portar un missatge a Timur convocant-lo per a una trobada personal amb Husayn al pas de Chuckchuck, però Timur va rebre informació de que havia enviat homes als dos costats del pas. La proposta de Kezer demanava que Timur deixés les seves tropes on eren (prop de Kuzar) mentre les de Husayn romandrien a Shuganian i que amb 100 homes cadascun avancessin cap un lloc del pas on podrien discutir el repartiment de Mawara al-Nahr. Timur va fer ocupar per tropes seves els dos costats del pas. Va avançar al punt de trobada amb 300 homes per deixar-ne 200 a Dehno i seguir amb els 100 restants, mentre que Husayn va complir i portava nomes 100 homes. Les seves tropes amagades van atacar llavors a Timur però les amagades d'aquest van reaccionar; inicialment Husayn tenia l'avantatge però finalment Timur va obtenir la victòria i va posar en fuita als adversaris. Husayn, sospitant que havia estat traït per Shir Bahram Khuttalani, el va fer matar a Navandak. Timur va retornar a Karshi i va acampar a la rodalia.

## Husayn domina Karshi (1366)
Husayn va reunir un exèrcit de 12000 homes que va enviar contra Karshi sota ordres d'Amir Musa i Malik Bahadur. Diversos amirs de Timur li van jurar lleialtat sota l'alcorà (Amir Jaku Barles, Aik Timur, Sar Bugha, Amir Daud, Amir Muvayad Arlat, Saif al-Din Barles i altres). Timur, sense forces per resistir aquest atac, va decidir anar a territori de la tribu sanjari per deixar allí el material pesant i va abandonar Karshi cap a Makhan.
Amir Musa Taychi'ut i Hinduke Barles van arribar a Karshi, desguarnida, i la van ocupar, i van comunicar a Husayn que havien derrotat a Timur que havia fugit al Khurasan. A Karshi hi havia una venerada tomba d'un místic khurasani i Timur va fer construir també a la ciutat una fortalesa de pedra. Musa i Hinduke van ocupar aquesta fortalesa que va rebre una guarnició de tres mil homes. Quan Timur se’n va assabentar va decidir retornar a Karshi i conquerir-la. Per enganyar al enemic es va dirigir al pou d'Isak al desert on va descansar uns dies i va esperar les tropes que van arribar allí des de diversos llocs; després d'allí es va dirigir al sud cap a Makhan i va arribar al riu Oxus creuant-lo a la nit, acampant a la part sud del riu. Husayn va saber que havia creuat el riu i es va confiar. Mentre Timur va escriure al malik kart d'Herat i a Muhammad ibn Arghunshah Ghurbany (cap dels Ja'un-i Qurban de Tus) demanant el seu suport i va enviar agents a Khurasan per crear un estat d'opinió favorable. Com que no sabia si els khurasanis li serien favorables, es va retirar a la zona desèrtica (jul), on va romandre dos mesos al final dels quals va rebre missatges del malik i de Ghurbany que li manifestaven la seva amistat.

## Timur recupera Karshi (1366)
Una caravana que anava de Herat a Karshi fou aturada per Timur. Els mercaders es va encarregar de confirmar al governador de Karshi, Amir Musa, que Timur estava a l'altre costat del riu. El governador que havia reforçat les fortificacions, va encarregar el comandament al seu fill Muhammad ibn Musa amb una guarnició reduïda i llavors va abandonar la ciutat amb set mil homes i quan va ser a la plana de Bimragh va acampar i va celebrar una festa; també va enviar missatgers a Husayn comunicant que havien vist a Timur al Khurasan; Husayn havia enviat cinc mil homes de reforç a Karshi manats per Malik Bahadur, però aquestes tropes al saber la notícia es van aturar.
Entre els oficials de Timur i havia el seu cunyat Amir Muvayad Arlat (casat amb una germana), Tuvukkel Bahadur, Jaku Barles, Surugtumush Aghlan, i un altre cunyat Dilavur Bahadur (també casat amb una germana). Amb ells i altres es va decidir l'atac a Karshi. Aquella nit van travessar el riu 340 homes i es van aturar al poble d'Akhsheb i al alba va enviar una força avançada per tancar el camí cap a Karshi detenint a tots els viatgers mentre la resta acampava a un lloc amagat; a la nit van tornar a muntar i van arribar a Berdalygh agafant als soldats d'amir Musa que hi havia al lloc. Van descansar la resta de la nit; al mati les forces lleugeres (keravulan) van tornar a detenir als viatgers i la resta va seguir cavalcant i a la nit van arribar a Shirkund molt cansats; van fer escales i cordes amb material dels arbres de la vora. Al cap d'unes hores Timur va marxar amb 40 homes per explorar la zona i va arribar a Karshi on va inspeccionar les muralles i la rasa, trobant un possible pas. Va creuar i va arribar a una porta i va trucar però no va respondre ningú el que provava que els guàrdies dormien; va trobar un bon lloc per posar escales de corda i va tornar a l'altre costat de la rasa; quan més tard van arribar la resta de la gent, va deixar 40 persones a càrrec del cavalls i amb els altres 300 van creuar altre cop cap a la fortalesa; van pujar amb les escales de corda i es van apoderar sense problemes d'un baluard; cap sentinella es va despertar i va enviar una partida a apoderar-se de la porta; els guàrdies dormien i foren lligats o els que van oferir resistència foren morts. La porta fou oberta i Timur va fer sonar les trompetes i els habitants es van despertar. Muhammad ibn Musa va intentar oferir resistència amb alguns soldats però ja de dia va quedar envoltat i es va incendiar la casa on era; ell i tota la família es van rendir i van demanar protecció a Timur; quan Muhammad fou portat a Timur aquest el va anomenar “fill” i el va elogiar pel seu coratge i el va perdonar i la seva família va poder marxar en pau. Després es va repartir el botí entre la tropa i es va distribuir la defensa de la ciutat. Els oficials de Husayn van acceptar passar al servei de Timur.

## Musa assetja Karshi (1366)
Quan es va saber que Timur havia pres Karshi per sorpresa, amir Musa Taychi'ut i Malik Bahadur van agafat els 12000 cavalls i es van dirigir a la fortalesa i la van rodejar i assetjar. A la nit, Timur va enviar dos partides de 40 homes cadascuna a atacar per sorpresa el campament enemic sota comandament de Muvayad Arlat i Balkhy Bugha, que van aconseguir arribar a la tenda d'amir Musa i van matar alguna de la seva gent i van fer presos a altres; també hi va haver baixes pels atacants. Un dels principals capturats fou Shadruan Bahadur que fou tractat amablement per Timur que li va oferir passar al seu servei, i va acceptar. A la nit següent la incursió es va repetir sota Akbugha i Shadruan Bahadur, amb dos-cents cavalls, i van tornar amb seixanta cavalls agafats de l'enemic. Durant dos dies no hi va haver altres combats però al tercer dia una nova incursió dirigida per Balkhy Bugha i Ak Timur Bahadur amb 60 guerrers, van tornar a sorprendre als assetjants i els va derrotar però ja Husayn estava anant al lloc amb tropes que va combatre a la partida timúrida; Timur els va enviar 20 homes mes. Un combat entre el general enemic i Ak Timur Bahadur, va acabar amb la derrota del primer; durant aquesta escena de confusió, un jove anomenat Usbek, servidor d'Amir Musa, famós per la seva força, va avançar amb una destral a la ma quan un dels caps més valents de Timur, Ghazan Bugha, se li va oposar, el va agafar i el va portar cap a la fortalesa on fou assassinat el que va provocar el pànic entre els assetjants molts dels quals van fugir i es van refugiar a la rasa; Timur va enviar mes reforços per acabar de vèncer i va expulsar els refugiats a la rasa. L'exèrcit d'amir Musa que estava una mica retirat del lloc dels fets es va dirigir cap a la fortalesa obligant als que havien fet la sortida a retirar-se. Timur va cridar l'atenció de Balkhy Bugha i Bahram Bahadur sobre el general contrari, Tuvukkel Bahadur; els dos homes van avançar cap a ell però es va refugiar a una paret de la que va haver de fugir i Bahram Bahadur el va perseguir però fou mort per espasa amiga que el va confondre amb un enemic 
L'amir Musa va intentar forçar una porta (la porta de Khezar) i va enviar allí a Melk (Malik) Bahadur; Timur va ordenar a Sarbugha i Saif al-Din que tanquessin aquella porta (Timur havia ordenat que totes les portes estiguessin obertes) i va aconseguir evitar que hi entressin cinc mil cavallers enemics; al mateix tempos Musa avançava amb quatre mil homes contra Timur; aquest va enviar cent homes que es van distribuir pels suburbis i Musa els va intentar agafar; mentre Timur se situava fora de la ciutat amb la seva guàrdia i va combatre a la plana; llavors casualment una fletxa va tocar a Musa al front; el general va girar cua i els seus homes es va retirar amb ell; la gent de Timur el volia perseguir però aquest no ho va permetre; el que van fer es anar a ajudar a Sarbugha i Saif al-Din que havien pogut rebutjar als cinc mil atacants; Timur es va trobar amb ells que s'havien retirat del barri i s'havien situat darrera les muralles; l'arribada de Timur va obligar els atacants, molt superiors en nombre, a retirar-se. Timur va carregar amb 40 homes enfront de 60 que li plantaven cara i als que va posar en fuita; els cinc mil homes es van retirar cap al campament situat a Kenbudluly. Timur va enviar a l'amir Jaku i Saif al-Din amb un grup a perseguir-los i una segona partida a una altra part del campament enemic i ell mateix seguint a poca distància. La pols que feien els homes de Timur va alarmar als generals enemics. Amir Daud tenia ordre d'apoderar-se dels cavalls però la rereguarda (chundavul) enemiga el va enfrontar i el va derrotar. Timur va arribar i va posar als adversaris en fuita i va poder capturar alguns cavalls.

## Retirada de Musa (1366)
L'exèrcit de Husayn es va retirar cap a Khezar; Arzu Malik Agha, la filla de l'amir Bahram Jalayir i esposa d'Amir Musa, que en la confusió de la derrota, s'havia quedat enrere, van caure en mans de Timur; aquest la va cobrir amb una cortina (shadruan) per ocultar-la de la vista pública, i va encarregar a Dulet Shah, el tresorer i eunuc (Hery Maimur) la seva custodia; aquesta dona es va posar de part i va poder donar a llum en aquell lloc a una filla (que més tard es va casar amb Timur). Els fugitius foren perseguits fins al poble de Feriltay, on Timur va passar la nit
A l'alba els enemics havien estats expulsats de la zona de Karshi. Jaku i Saif al-Din van seguir fins al poble de Jugerlyk i després van tornar a felicitar a Timur per la victòria

## Hivern de Timur a Karshi (1366-1367)
S'acostava ja el hivern de 1366-1367 i calia preparar un lloc per passar-lo. Els amirs aconsellaven Bukharà però Timur va considerar que era un lloc de difícil defensa en cas de ser atacats (ja que estava parcialment en ruïnes) i que mancava de provisions i va preferir passar el hivern a Karshi. Tot i així va enviar a Mahmud Shah a Bukharà per reconstruir la ciutat i repoblar-la (i per cobrar els impostos pel tresor). Va convidar a Mahmud Shah, exiliat a Khurasan, per entregar-li Bukharà i a Ali Yasauri, que estava errant pel desert, per unir-se al seu gendre Mahmud Shah a Bukharà. Una vegada al govern els dos es van fer el ronso a l'hora d'entregar les taxes a Timur. Es va passar balanç de les pèrdues tingudes durant la campanya, reagrupar les famílies i descansar als animals. Timur va passar tot el hivern a Karshi.

## Segon atac de Husayn a Karshi (1367)
Després de la derrota de 12000 homes per 340 guerrers, Husayn va decidir fer un atac a Karshi immediatament i va reunir 10.000 homes sota el comandament d'amir Musa que volia venjança. Va avançar cap a Karshi arribant a la fortalesa de Kehulkeh i va acampar a prop de Checkichek. Timur va decidir atacar-los de nit i va marxar per la ruta de Belghun Bagh, que quedava a l'esquerra i va passar la nit a un bosc; un explorador de nom Tennunay va anar a observar; Musa ja havia passat el congost de Checkichek i havia acampat a Chekdalyk. Timur va deixar passar al dia i a la nit es va acostar prop del campament enemic; portava 300 homes i va donar el crit de guerra (tekhyr) entrant al campament per l'esquerra per sorpresa creant molta confusió però es van recuperar i van poder muntar; començava a clarejar el dia i Musa va organitzar el seu exèrcit en línia. Timur es va endinsar en la plana de Chekdalyk i es va retirar pel camí de Kurdenk. Va retornar a Karshi per reforçar-la per després dirigir-se a Bukharà, reagrupar forces amb intenció d'enfrontar a Husayn que marxava cap a la ciutat. A Bukharà era governador Mahmud Shah, nomenat per Timur i tenia com a lloctinent a Ali Yasauri. Hi havia certa tensió amb Timur perquè no havia entregat les taxes locals. L'amir Jaku Barles a mes no tenia bones relacions amb el governador i havia decidit marxar per anar al Khurasan. El governador i Ali Yasauri (o Yusuri) no obstant van rebre a Timur a la ciutat; en la tàctica a emprar van dir que preferien reforçar Bukharà per resistir un atac, mentre Timur preferia atacar tot i la seva inferioritat. Timur va enviar algunes tropes per situar-se a la vora del riu Amu sota comandament d'Abas Bahadur i Saif al-Din, a Makhan. Al amir Pir Muhammad el va situar a les rutes per escortar el bagatge i seguici i va encomanar la direcció de la ciutat a Mahmud Shah i Ali Yasauri, aconsellant-los que si es trobaven en desigualtat, abandonessin el lloc. Timur amb 300 homes va sortir de Bukharà i es va dirigir cap a les forces de Husayn; es van acostar al seu campament on es van apoderar per sorpresa d'alguns cavalls i camells i després es va dirigir cap al Khurasan creuant el riu Amu (Jihun) a la nit. Va passar el desert i va arribar a Makhan on es va reunir amb el bagatge i la resta de les seves tropes. Allí va passar un temps de cacera a les planes de Makhan.

## Husayn domina Bukharà (1367)
Husayn va assetjar Bukharà durant uns dies i finalment els habitants li van obrir les portes. Davant la tomba del Shaikh Saif al-Din va jurar que respectaria la vida dels habitants de Bukharà i aquests es van apoderar de diversos bastions. Mahmud Shah i Ali Yasauri van marxar de la ciutat per dedicar-se a fustigar l'enemic i dirigir-se finalment a Makhan. Husayn va abandonar Bukharà deixant un exèrcit allí sota comandament d'amir Khalil i va tornar a Sali Sarai. Timur va buscar l'aliança del malik Abu l-Husayn d'Herat, malik al que coneixia i que havia portat a Herat després d'haver estar enderrocat uns mesos pel seu germà i l'amir Kurghen; el malik estava obligat amb Timur però aquest no se’n refiava; però va saber que el malik havia anat a Serkhush, amb la intenció de visitar-lo i allí va enviar a amir Jaku com ambaixador i sondejar-lo; Jaku va considerar que el malik era favorable a Timur i li va portar a aquest una carta plena de afecte i va decidir deixar a la seva família (especialment el seu fill Jahangir ibn Timur) a Makhan sota la protecció del malik. Mubarek Shah Sanjari (Sunjuri) seria el preceptor de Jahangir.
Timur disposava en aquest moment d'uns mil guerrers a cavall. Va marxar cap a Transoxiana i va travessar el riu de nit i l'endemà van romandre tot el dia amagats en uns camps de canyes i va fer un kurultai per decidir si atacaven Bukharà i després Samarcanda o si primer atacaven als diferents caps de Mawara al-Nahr per sotmetre’ls. Es va decidir que s'atacaria a amir Musa per sorpresa. L'atac es va produir i dos generals van ser fets presoners i els soldats dispersats. Timur hauria agafat aleshores al seu servei alguns amirs com Sulayman Yasauri (dels Yasauris) i Mawlana Badr al-Din (de la població local de Samarcanda); Ali Yasauri a contracor també s'hi va unir.
La gent de Timur va agafar alguns comerciants de Bukharà que van ser portats al cap amb tots els camells i bens. Però Timur va ordenar alliberar-los i a Shaikh Ali Bahadur li va donar ordre de que els escortés a un lloc segur amb tota la seva mercaderia. Aquest fet va produir molta fama a Timur.

## Lluites contra Musa Taychi'ut (1367)
Quan la informació de la derrota de l'exèrcit de l'amir Musa Taychi'ut, va arribar a la resta dels caps, es van reunir immediatament, i amb les tropes que havien estat dispersades, que ascendien a uns cinc mil cavalls, van prendre possessió d'una fortalesa anomenada Kuzy. Timur va decidir atacar-los abans que sabessin el nombre reduït de les seves forces o fossin conscients de les seves intencions. Com a conseqüència va formar el seu petit exèrcit en set divisions, sis de les quals sota diversos oficials i la setena sobre el seu propi comandament. En aquest moment, van arribar notícies que l'enemic avançava i aviat va aparèixer per la plana de Kizy amb l'avantguarda sota Hindu Shah; l'ala dreta de l'avantguarda de Timur, manada per Ali Khan Bahadur, presa del pànic, va fugir. Timur va ordenar a amir Jaku, que tenia el comandament de l'ala esquerra de la primera línia, de carregar, i l'ala dreta de la segona línia d'avançar, i ocupar el terreny de la primera línia: durant aquesta maniobra, Amir Jaku va derrotat els seus oponents. L'ala dreta de l'enemic va fer una càrrega violenta, però Timur va cridar a la seva ala esquerra i també va carregar i Timur aleshores va trencar el centre aconseguint la victòria. Els seus guerrers van perseguir l'enemic fins a Chekdalyk i, després d'haver capturat diversos caps i oficials, els van portar com a presoners. Entre els presos hi havia, Aljaytu Sultan, governador de Talkhan o Talakan, que es va comportar gallardament dient que havia servit lleialment al seu amo, i Timur el va perdonar i el va agafar al seu servei.

## Ofensiva de Timur cap a Samarcanda (1367)
Tan bon punt l'exèrcit d'Amir Husayn va fugir passant el congost de Checkichec, es va ordenar la seva persecució i aniquilació; els fugitius, molts dels quals manats per Khidr Bahadur, es van fer forts a Samarcanda. Les forces de Timur es van dirigir a Kish de la que fou nomenat governador Tughy Shah, amb Turmajuk com a recaptador del districte; després Timur es va dirigir a Samarcanda acampant a la rodalia de la ciutat i convidant al governador Khidr Bahadur a sotmetre’s o morir; va contestar que no podia trair a Husayn perquè era un bon musulmà i els musulmans mai traïen al seus caps. Timur va elogiar la fidelitat però va atacar la ciutat, que no estava fortificada; el governador va haver de fugir; fou agafat pel carcaix al sortir (per Ak Timur Bahadur) però es va trencar i va aconseguir continuar.
Després Timur va sortir de la ciutat i va acampar al poble de Retin, des d'allí va marxar al poble de Shah Rukh, amb bona aigua, on van descansar. Allí van saber que Amir Husayn havia organitzat un exèrcit manat per Aljaytu Bugha que es dirigia a Samarcanda; també van saber que el seu recaptador a Kish, Turmajuk, havia estat capturat per una partida dels enemics.

## Retirada de Timur a Khujand i Taixkent (1367)
Timur va travessar el riu Yam i va acampar a la seva riba i es va fer un kurultai, decidint-se que era el més prudent abandonar Samarcanda i Kish, permetre que cadascú tornés a casa seva i amb uns 600 homes fer una retirada cap a Khujand; van abandonar el riu Yam i van arribar a prop de Khujand on van acampar, Dos antics fidels de Timur que s'havien passat a Husayn, Ky Khuseru i Bahram Jalayir, van escriure a Timur que havien desertat i s'havien refugiat a Khanchyn i ara volien entrar altre cop al seu servei. En canvi Ali Yasauri i Mawlana Badr al-Din, recent entrats al servei de Timur, el van abandonar
Hi havia set mil cavallers disposats esperant a Taixkent en revenja per saquejos que Husayn havia fet a certes tribus jats. Timur va anar a Taixkent i allí va trobar a Ky Khuseru (Kai Khusraw) i a Bahram Jalayir als que va demanar aliança. Khai Khusraw tenia odi a Husayn per l'assassinat del seu germà i encara que estava còmodament assentat a Mogolistan, va entrar en l'aliança amb Timur. Bahram hi va posar molta menys passió. Kai Khosraw estava casat amb una filla del Khan Tughluq Timur de Mogolistan i Timur va decidir que com que Kai Khusraw tenia una filla que acabava d'entrar en l'edat de la pubertat, fos promesa al seu fill Jahangir ibn Timur; Bahram Jalayir, que havia estat criat per Timur i que ara era restaurat en tots els seus drets, rangs i càrrecs, va donar el consentiment. Durant un mes hi va haver festa a Taixkent a causa de l'enllaç.

## Batalla contra Musda Taychi'ut i Husayn (1367)
Estant allí Timur va rebre informació que Husayn, amb un gran exèrcit (dirigit per Musa Taychi'ut, Shaikh Muhammad Sulduz ibn Buyan Sulduz i Oljeitu Apardi) havia passat per Kish i estava acampat a Saryelak; va marxar amb Ky Khuseru, contra aquest exèrcit per a un atac sobtat; Bahram Jalayir tindria el comandament de la rereguarda. Husayn amb amir Musa i altres caps i dotze mil homes va sortir de Saryelak, van passar Samarcanda i van acampar a la riba del riu Belenghur, mentre la seva avantguarda de tres mil homes estava acampada a la plana de Surengeran, manada per Melk Bahadur; una altra divisió de quatre mil homes, sota el comandament de Jahan Shah, havia estat enviada a Raebat Mulk. Les forces de Timur comptaven amb 3000 cavallers i aquest va optar per atacar per separat a l'exèrcit enemic; Timur amb mil homes a cavall va atacar Jahan Shah i va dispersar les seves forces i va fer molt de botí; després es va aturar al poble d'Azuk, per refrescar la tropa i els animals i van passar la nit allí i l'endemà van marxar contra la divisió manada per Malik Bahadur, que estava a Surengeran; va formar l'exèrcit en tres divisions, agafant ell mateix el comandament de l'avantguarda i deixant a Ky Khuseru el de la rereguarda. Melk (Malik) Bahadur, pensant que es tractava d'un exèrcit molt més fort del que eren, es va retirar, arribant a la nit al campament de Husayn. Pel seu costat Ky Khuseru havia derrotat a alguns destacaments enemics. Llavors van enfilar cap a Rebat Mulk on es van trobar; molts dels jats es limitaven al saqueig i abandonaven el camp de batalla i Timur va intentar aturar-los. Husayn, furiós per la derrota, va moure al seu exèrcit cap on estava el seu adversari i aquest també es va moure cap a ell arribant ambdues parts una al poble de Barsyn i l'altra avançava des d'Ak Kutel. Va començar a nevar i com que l'exèrcit de Husayn no tenia provisions ni res per cobrir-se van tenir dificultats i no van poder avançar més i amb por de ser enterrats per la neu, es van dispersar. Ky Khuseru i Timur van passar el dia a les cases de Barsyn i l'endemà al matí, informats, van tornar a Taixkent.

## Hivern de Taixkend (1367-1368)
Timur i els seus homnes va passar a Taixkent el hivern de 1367-1368, hivern que fou extraordinàriament sever. La família de Timur estava quasi tota a Makhan (i alguns a Merv). En aquest temps Timur va sol·licitar ajut del kan dels Jats i va enviar com ambaixador a Shams al-Din i altres oficials amb regals. La resposta del Khan fou afirmativa i va ordenar l'enviament de deu mil homes.
Segons Matilde Betoret el 1367 és l'any en que va néixer Miran Shah, fill de Timur, tingut amb una concubina de nom Mengli Khatun
Amb el temps Timur va poder atreure a alguns dels fidels del seu rival. Mangali Boga (Mengli Bugha) un cap nòmada mongol, fou un d'ells. Va passar al servei de Timur

## Pau temporal (1368)
Mentre, Husayn fortificava Samarcanda de la que va nomenar governador a Pulad Bugha i després s'havia establert a Arhanq Saray. Al saber que el kan jat enviava deu mil homes es va alarmar i va enviar missatges al caps religiosos de Taixkent, Khujand i Andijan per demanar una mediació i fer saber a que Timur que Husayn havia jurat sobre l'alcorà que en endavant seria el seu amic i que amir Musa i Mawlana Aalum podien testimoniar aquest jurament de Husayn. Els caps religiosos es van dirigir a Timur però aquest va al·legar que Husayn sempre havia trencat les seves promeses. Però els líders religiosos van ordenar la pau i Timur hi va haver d'accedir, amb una condició: enviaria a algú de confiança a la cort de Husayn a comprovar que les seves intencions eren bones. Els líders religiosos van acceptar i van acordar que anirien a Samarcanda i que allí ja volien trobar el tractat de pau ratificat.
Timur es va dirigir cap a Samarcanda. Pel camí va circular el rumor de que Husayn era mort, però no fou cert. Timur va arribar a prop de Samarcanda i des de allí va decidir anar cap a la fortalesa de Shadman i va enfilar cap a la plana de Shadman. Allí va enviar una carta portada per Bukhte Bahadur a amir Husayn, a Sali Sarai, per comprovar si estava mort o viu; després va entrar a Shadman, per esperar el retorn del missatger. Amir Musa va quedar a Samarcanda. Durant aquest període, un destacament de l'exèrcit de Husayn es va acostar a les forces de Timur i hi va haver alguns enfrontaments; Timur amb una partida dels seus i dues divisions va acudir i els va posar en fuita, creuant després el riu Kumek, acompanyat pels caps religiosos, entrant a una fortalesa d'aquella zona a l'espera de notícies. Bukhte Bahadur va tornar de Sali Sarai i va informar que Amir Husayn estava viu i bé, que es va alegrar molt al saber que Timur acceptava negociar la pau i renunciar a tota animadversió i repetia els seus juraments d'amistat; Bukhte va afirmar, a més, que "mentre estava en presència d'Amir Husayn, el seu general, Amir Musa, havia arribat i va informar al seu amo, que havia seguit a Timur fins a Samarcanda, on després d'escoltar l'informe de la seva mort, Timur havia marxat a la fortalesa de Shadman, mentre ell havia quedat a Samarcanda per indagar sobre els motius de l'informe".
Les dues parts es van repetir els desitjos d'una sincera amistat per mitjà de nous ambaixadors i Timur va proposar repetir el jurament d'amistat perpetua davant la tomba d'Ata Ali. Es va acordar així i Husayn es va desplaçar a la tomba acompanyat de milers de cavallers i es va trobar allí amb Timur i es va repetir el jurament d'amistat perpetu. Després d'això Husayn va tornar a Sari Sarai i Timur a Kish. (aquest relat es diferent a la traducció de Patis de la Croix del Zafaranama, on el jurament es fa per mitjà de delegats)

## Conflictes al Badakhxan (1368)
A la seva arribada a Kish, Timur va donar ordres al seu fill Muhammad Jahangir ibn Timur de abandonar Makhan i anar amb la família cap a Kish. Poc després els prínceps de Badakhxan es van revoltar i Husayn va informar a Timur que aniria a reprimir-los, cosa que Timur va consentir. També en aquests dies Abu l-Husayn d'Herat va envair el territori de Balkh i va saquejar la zona. Timur va travessar el riu Amu a Tirmidh i va trobar el grup responsable dels saquejos als que va agafar els bens i els va tornar als seus amos. Després va escriure al malik al qual li va demanar d'ajudar a Husayn a Badakhxan; quan va arribar allí ja els prínceps havien demanat disculpes a Husayn i aquest ja estava tornant a la seva residència. Junts es van dirigir a la plana d'Asememush, on van acampar; allí els dos homes van recuperar la confiança entre ells.

## Rebel·lió de Kabul (1368)
Poc després Husayn fou informat que Ak Bugha i Pulad Bugha, dos germans que havien estat anteriorment servidors molt propers de Husayn (que els havia donat el govern de Kabul on s'havien fet de facto independents), havien reforçat la fortalesa de Kabul, i estaven rebels obertament; Husayn li va demanar a Timur ajut contra els rebels i a canvi el territori de Kabulistan es repartiria entre ambdós. Timur va agafar el comandament de l'avantguarda i Husayn el de l'exèrcit principal. Van sortir d'Arhanq Seray, i van creuar les muntanyes de l'Hindu Kush, i per ràpides marxes, van entrar al territori de Kabul. Quan aquesta notícia va arribar a Ak Bugha, va avançar amb un exèrcit per trobar als invasors. Timur va formar les seves forces en tres divisions, la primera sota Jughtai Bahadur, la segona sota Shaikh Ali Bahadur, i Timur en persona la tercera; els dos exèrcits van xocar i les forces de Timur van anar retrocedint poc a poc i Timur va haver d'atacar per recuperar terreny; va enviar una partida a tallar la retirada dels enemics i quan Ak Bugha va resultar ferit al cap, fou fet presoner i el seu germà Pulad Bugha va dirigir la retirada cap a la fortalesa; els homes de Timur van forçar l'accés amb martells i van entrar a la ciutadella i van fer presoner a Pulad. Husayn va felicitar a Timur pel seu èxit. Timur va retreure als dos germans presoners la seva revolta contra un amo que els havia elevat (però no diu si els va fer matar).
Poc després de l'arribada d'Amir Husayn a Kabul, va designar els càrrecs públics; Timur es queixava de que no li agraïen els seus serveis; tampoc no es va complir l'acord de repartiment del Kabulistan. Va abandonar la fortalesa i va acampar a la plana. També Husayn va sortir de la ciutat i va consultar a Timur si li semblaria be que traslladés la seva capital a Balkh, cosa a la que Timur va respondre que no ho fes, consell que no escoltarà ja que en sortir de Kabul es va dirigir a Balkh on va fer reparar la fortalesa de Hinduan on va traslladar a la població. Timur va tornar a Kish.

## La pau amenaçada (1368)
Era el 1368 i Timur estava decidit a envair països veïns. Van arribar els deu mil homes enviats pels jats i ho va fer servir per equipar el seu exèrcit. Husayn va enviar una carta alertant de l'arribada dels jats i demanant a Timur de combatre’ls (Husayn sabia que Timur els havia cridat) i Timur va contestar que Husayn no havia respectat l'acord de repartiment del Kabulistan. Husayn es va justificar dient que no la meitat sinó tot el Kabulistan estava al seu servei però la justificació no fou acceptada i la presencia dels jats fou confirmada. Husayn va ordenar al seu general Musa de travessar el riu i anar a combatre els jats els quals es van retirar prudentment cap a Taixkent on van fer una ràpida carrega contra Musa que va ser derrotat i va recreuar el riu. Husayn va sortir de Balkh cap a Kish. Els jats, eufòrics pel seu èxit, van seguir avançant cap a Transoxiana i Husayn seguia reclamant a Timur que agafés el comandament per expulsat als jats i públicament va oferir Samarcanda a Timur que la va rebutjar (va anunciar que l'agafaria pel poder de la seva espasa). Husayn va avançar cap al Sihun (Sir Darya o Yaxartes, no confondre amb el Jihun o Oxus o Amu Darya).

## Expulsió dels jats (1368)
Els dos generals de Husayn, Kumar al-Din i Hajji Beg, es tenien mútua enveja; Timur va planejar fomentar una disputa entre ells. Sense que sapiguem com ho va fer, el cert es que la disputa va esclatar obertament; en aquell moment Timur va marxar contra els jats (en teoria els seus aliats) que es van retirar a l'altre costat del riu. Husayn va celebrar aquest èxit i va mostrar a Timur molta alegria.

## Revolta del Badakhxan (1368)
El regne de Badakhxan es trobava a la part alta de l'Oxus, allí on comença a fluir. Els prínceps d'aquest regne es van revoltar altra cop i van saquejar la ciutat de Kunduz. Timur considerava que la raó la tenien els prínceps ja que Husayn els oprimia excessivament com feia amb tots els governadors que nomenava als que no permetia estar mes d'un any en el càrrec i després intentava treure’ls les riqueses. Husayn va enviar un exèrcit que fou derrotat perquè molts oficials estaven disgustats amb Husayn i afavorien als prínceps de Badakhxan. Aquests van arribar a enviar una carta a Timur explicant el que passava.
Husayn va demanar ajut a Timur i aquest li va ensenyar la carta i el va deixar desconcertat. Timur el va tranquil·litzar i li va dir que li portaria als prínceps per la guerra o per la pau i li va aconsellar no confiar en dos dels seus generals. Husayn va autoritzar a Timur a organitzar l'exèrcit i ell aniria al darrere; va creuar el Jihun i va acampar al anomenat desert de Keshem que ja estava en territori de Badakhxan. Husayn va enviar el seu fill Jahan Mulk a unir-se a l'exèrcit de Timur.

## Campanya del Badakhxan (1368)
Els prínceps del Badakhxan havien pres possessió dels passos i muntanyes del Hindu Kush i els havien bloquejat i precisament Jahan Mulk fou enviat a forçar aquests passos i després esperar l'arribada del gruix de l'exèrcit. Jahan Mulk va marxar immediatament i va entrar als passos de la muntanya i van començar a fer estralls i a saquejar el país; però els prínceps de Badakhxan van desmuntar les seves tropes i van anar retrocedint cap a les zones nevades i els glaciars, van tancar els extrems dels passos i es van oposar a Jahan de manera valenta. En pitjor posició Jahan va haver de començar la retirada perdent el botí que havia recollir en els saquejos i a més els seus propis efectes personals i 400 soldats van ser fets presoners. Jahan, desmoralitzat, es va retirar amb Timur. Un missatger va comunicar a Timur que l'avantguarda havia estat derrotada i capturada pels badakhxanis que s'estaven retirant amb els presoners. Timur seguia el codi mongol que deia que no s'abandonava als seus homes mentre hi havia possibilitats de fer alguna cosa; va buscar un pas que li permetés avançar-se tot i que era molt perillós i va poder arribar amb nomes 13 homes i va tallar el camí als badakhxanis. El grup enemic estava formar per una columna de 50 homes i una de 200 que pensant que Timur anava amb una força important es van rendir i van entregar als presoners. La resta dels badakhxanesos es va retirar cap a la muntanya de Jerm on es van fer forts; Timur va fer sonar les trompetes i va avançar i quan van saber que marxava personalment el pànic es va apoderar dels defensors i van enviar una ambaixada a demanar la pau.
L'endemà, diversos habitants i religiosos respectables de la ciutat de Badakhxan van anar a suplicar-me que respectés el país i van declarar que Timur es podia establir al país. Timur els va perdonar i els va enviar de tornada, seguint al seu darrera, cap a la ciutat de Badakhxan. Allí l'esperaven els notables i oficials de l'exèrcit amb regals i amb els objectes agafats a Jahan Mulk. Timur va restar a la ciutat fins a ratificar l'acord de pau entre els prínceps i Husayn. Aquest temia que Timur fes aliança amb els prínceps; va enviar un missatger a informar que Shaikh Muhammad Sulduz (fill de Bayan Selduz) i Ky Khuseru (Kai Khusraw), havien reunit tots els seus clans, havien aixecat l'estendard de rebel·lió i que ja estava satisfet amb la submissió de la revolta del Badakhxan, i retornava a Sali Sarai. Timur va abandonar Badakhxan i va seguir a Husayn i va arribar a Sali Sarai.

## Rebel·lió de Shaikh Muhammad Sulduz i Kai Khusraw Khuttalani (1368)
Allí va saber que la revolta de Shaikh Muhammad i Ky Khuseru la justificaven en una possible traïció de Husayn. Timur va saber que havien escrit també a Husayn i va mostrar la carta a aquest esperant que aquest faria el mateix amb la que ell havia rebut però no fou així (si bé probablement les cartes eren similars, instigant un contra l'altre). També Adil Sultan, el kan establert der Husayn, va informar d'una suposada proclamació de Husayn com a kan al·legant ser descendent de Genguis Khan, que es va demostrar falsa. Yazdi esmenta uns atacs del malik kart d'Herat sobre Balkh i Sheberghan, i diu que Timur hi va anar i els karts es van retirar. Aubin suggereix que Timur i el malik van muntar aquest atac com a distracció per l'arribada de forces dels mogols
La rebel·lió de Muhammad, fill de Selduz i Ky Khuseru es concretava i Husayn va marxar al riu Jihun i va acampar allí L'endemà va enviar al seu general amir Musa, creuant el riu, a atacar els rebels. Musa no va complir l'ordre al·legant que la feina era desproporcionada. Husayn va anar a Timur a demanar ajut. Khy Khuseru no es va voler enfrontar amb Timur i va marxar cap a Alay i Muhammad Selduz cap al Khujend. Timur els va perseguir però no els va poder atrapar i es va dirigir a Taixkent on va notificar a Husayn el que havia passat. Husayn satisfet va tornar a Sali Sarai i Timur després de dedicar un temps a la cacera, va tornar a Kish.

## Represa de la guerra (1369)
Poc després una carta d'Amir Husayn, informava a Timur que tenia intenció de sortir d'Arhanq Sarai per anar a residir a Balkh i li demanava que l'acompanyés per seure junts al tron i prendre possessió de tot el Khurasan i després repartir-ho tot fraternalment. Per consell d'un espia de Timur dins del diwan de Husayn, la proposta fou rebutjada. Des de aquest moment la desconfiança tornava a regnar entre els dos homes. Husayn va enviar a Pulad Bugha i Amir Khelyl per traslladar gent de la tribu Barles a la zona de Balkh. Timur va convocar als ulemes i els va explicar els suposats propòsits de Husayn i els va demanat una fàtua, que els ulemes van concedir. En el seu propi relat els motius de Timur són poc clars i els de Husayn no s'exposen; la realitat es que Timur es veia amb força per ser governant únic. Els caps i amirs, que tampoc podien contradir a Timur, van preparar la guerra de la que en general eren partidaris.

## Husayn s'estableix a Balkh (1369)
Timur va tornar de Kish en direcció a Balkh i fou informat que Husayn planejava arrestar-lo. Va anar no obstant a veure a Husayn i li va dir que acceptava marxar contra alguns dissidents amb Zinde Khusham. Al saber que Timur marxava contra ells, els dissidents van fugir. Husayn mentre va poder establir la residència a Balkh. Les relacions entre els dos homes van empitjorar ràpidament. Husayn tractava d'imposar un rol de subordinat a Timur que aquest no acceptava; va portar a algunes persones relacionades amb Timur cap a Balkh i va fer buscar a Shirin Beg Agha, la germana de Timur i esposa de Muvayad Arlat que estant borratxo havia matat a un dels fidels de Husayn. Timur va considerar tot això com a provocacions i tenint en compte el gran nombre d'amirs que no estaven satisfets amb Husayn, va decidir que era hora d'una oposició total. Musa Taychi'ut (que havia abandonat a Husayn) fou consultat per Timur això com molts altres amirs i tots van estar d'acord en que calia combatre’l. Únicament Ali Yasauri es va mostrar en contra i tot i que era el promès d'una filla de Timur, fou executat. Timur va agafar la direcció dels opositors. L'exèrcit de Husayn però, es va retirar sense presentar batalla.

## Tirmidh i Sayyid Baraka
Timur va prendre possessió de Tirmidh on el cap religiós local d'Ankhud Sayyid Abu al-Berkat (Sayyid Baraka), el va anar a trobar i li va portar el tambor i l'estendard de Husayn que eren els símbols de la seva sobirania; això va provocar que alguns opositors a Husayn s'unissin a Timur: Shaikh Muhammad Sulduz, que després d'haver desertat d'Amir Husayn, estava errant pel desert i el Mogolistan, fou cridat per Timur; Muhammad Sulduz va portar tota a seva horda i després encara a mes partidaris, amb tot el qual se li van pujar els fums al cap; el primer dia ja va demanar el districte de Khuttalan que li fou concedit; però Amir Ky Khuseru Khuttalani, el germà del qual havia estat mort per Husayn i per això havia desertat i durant un cert temps i va anar errant pel país, va prendre possessió de Khuttelan i, després d'haver recollit un gran nombre de seguidors, va escriure a Timur dient que s'uniria a ell sempre que s'oposés a Husayn; com que Timur va confirmar que així ho pensava fer se li va unir amb totes les seves forces anant a Tirmidh. Timur va sortir d'allí i va seguir el riu fins a Hissarabad on va parar i allí es va presentar Aljaitu Apardi (Oljeitu Apardi), governador de Kunduz designat per Husayn, que es va passar a Timur amb la seva gent. També se li va unir la horda dels Dulan Jawun.
Muhammad Shah, el governant (Yaly) de Badakhxan, va escriure a Timur queixant-se de Husayn; Timur li va contestar que estava disposat a destruir al tirà i li demanava unir-se a ell. Tan bon punt Muhammad Shah va rebre la carta, va sortir de Badakhxan amb algunes forces i es va presentar a Timur. A mes de la gent de Badakhxan, les hordes de Mawara al-Nahr van formular queixes contra Husayn i demanaven una persona per assumir el seu comandament; hi fou enviat amir Jaku Barles amb el qual es van agrupar totes les persones descontentes. D'altra banda Cheku o Jaku Barles reagruparia a les forces de Shaikh Muhammad Suldus i altres per després anar a Khuttalan a aixecar un exèrcit allí.

## Triomf final de Timur (1370)
Timur va convocar una gran assemblea o kurultai per fer jurament d'animadversió contra Husayn i tots els caps de les hordes, tribus i clan van jurar en deguda forma.

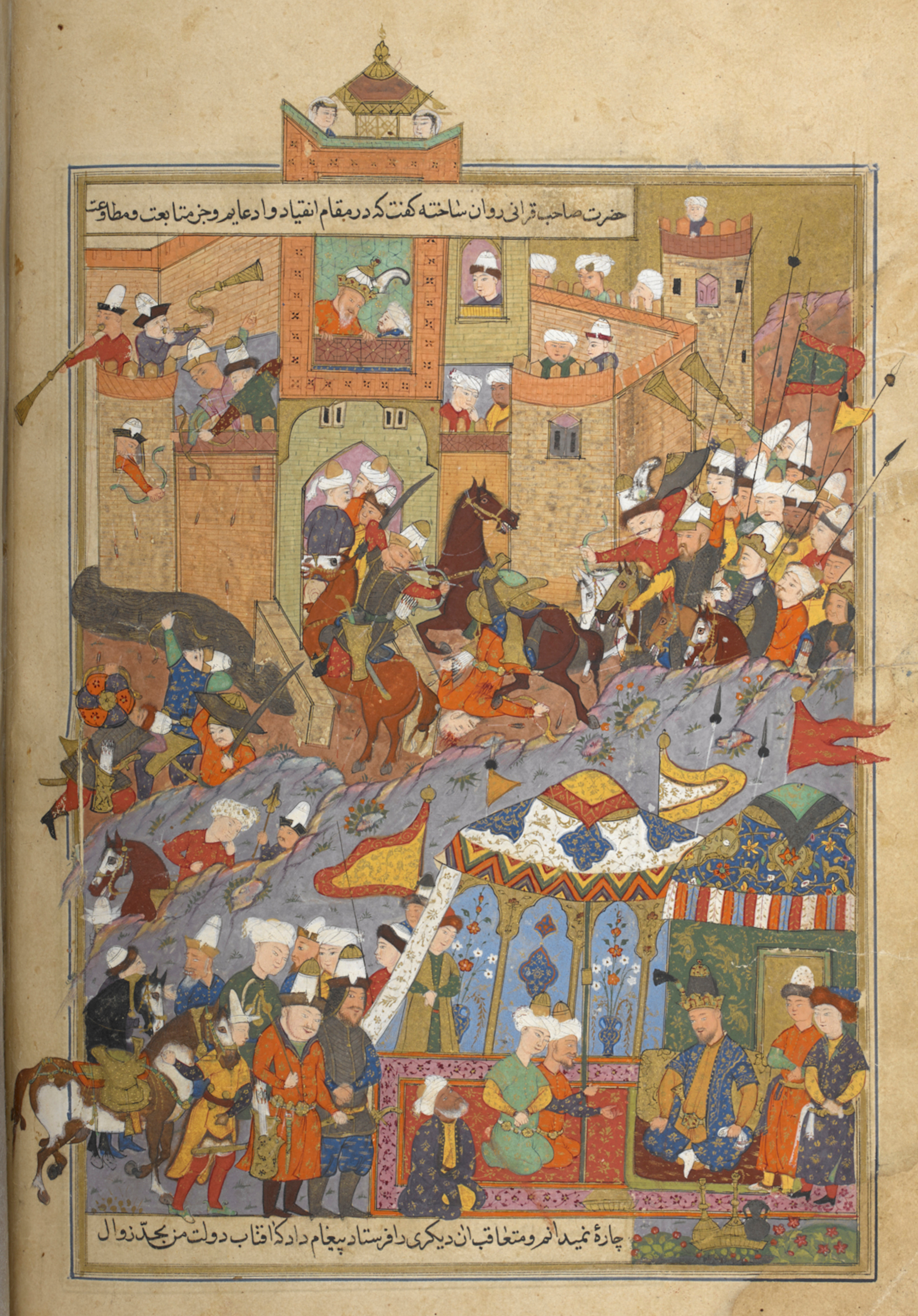
Tamerlà durant l'atac de Balkh

Després de mes de cinc anys la majoria de les tribus s'havien sotmès a Timur, dit primer el kazak (el que no esta mes de 24 hores al mateix lloc, origen del nom cosac) però que ara cada vegada mes era anomenat “el senyor”. Quan els jalayir de l'amir Musa Taychi'ut es van sotmetre, la guerra es va poder donar per acabada. El fill de Timur era nascut de pare Barles i de mare Jalayir.
Husayn va enviar un exèrcit manat per Chuban Seberdal i Timur va respondre enviant una força d'avantguarda sota Shaikh Bahadur Ali que va enfrontar als rivals i els va derrotar i obligar a fugir. Timur va creuar les faldilles de la muntanya de Shadman i es va mantenir prop del riu entrant a la vall de Guz i va acampar a prop de la fortalesa d'Azburg. Husayn va provar de amotinar alguns dels caps de Husayn dient que el monarca legal havia de ser un descendent de Genguis Khan segons les lleis i tradicions mongoles i turcomongoles. Però Timur va convocar als oficials i soldats i els va informar que el seu Khan era el príncep Syurghumtumush. Llavors va marxar contra Husayn
Shaikh Bahadur Ali, el cap de l'avantguarda, va fer presoner a Chuban Seberdal, cap de l'avantguarda contraria, i el va portat lligat a Timur. Llavors se li va unir Zinde Khusham Apardi de Shemerghan igual com havia fet l'amir apardi de Arhanq. També se li van unir Shah Muhammad de Badakhxan i Muhammad Khoja amb les seves tropes. Quan Cheku Barles i Kai Khusraw Khuttalani van arribar amb l'exèrcit reclutat al Khuttalan, Timur, que ja tenia a tots els amirs al seu costat, va decidir atacar la ciutat de Balkh de manera que Husayn hauria de sortir a trobar-lo a la plana; així fou i Timur va ordenar als seus oficials avançar ràpidament i atacar; també va enviar el seu fill Umar Xaikh, aleshores amb nomes 16 anys, a assaltar les muralles de la ciutat; va resultar ferit al peu per una fletxa però el príncep va seguir amb l'atac i Husayn es va refugiar a la ciutadella i va fer barrar les portes. Omar, tot i la seva ferida no va desistir i va pujar fins a la porta del fort, va colpejar-la amb una destral. L'endemà al matí es van atacar les muralles de la ciutat; Amir Husayn va arribar a la part superior de la ciutadella i va mostrar el seu estàndard, i després va decidir resistir; va tenir lloc un combat ferotge i molts homes valents van caure a banda i banda; però Husayn es va mantenir dintre del seu recinte i va veure des de la distància la seva derrota; no obstant, va continuar la batalla fins a la nit, però tan aviat com es va fer fosc Husayn va demanar perdó i poder sortir del país i anar de pelegrinatge a la Meca (nit del 9 al 10 d'abril de 1370). Timur va consentir i va demanar un fill com hostatge. Va entregar al fill gran i llavors, davant de tots els caps li va prometre al jove, que si Husayn sortia del fort i es dirigia cap al territori sagrat, li proporcionaria totes les coses necessàries per al viatge i el protegiria amb una guàrdia.

## Mort d'Amir Husayn
Husayn no obstant no es refiava de Timur i amb les seves joies i coses de valor lligades a la cintura va decidir escapar de la Ciutadella vestit de pelegrí (kulender) i arribar a algun lloc segur. Va oblidar la seva família i disfressat va sortir; al matí, espantat i amb por de ser descobert, es va amagar al minaret d'una mesquita i quan el muetzí va arribar al lloc per fer la crida a l'oració el va reconèixer; li va oferir unes perles si no el delatava, però el muetzí va anar a la tenda de Timur i va cridar a l'oració. Fou portat davant de Timur i li va ensenyar les perles que havien servit pel suborn. Timur li va demanar convèncer a Husayn de marxar pacíficament a la Meca però aquest mentre s'havia amagat a la torre però ja la noticia havia corregut i la mesquita on era la torre fou rodejada i el van trobar i el portar a la cambra del Consell (Divan Khane); Fou posat sota custòdia d'Adil Tuajy, fins que es reunissin els caps de totes les tribus i hordes i s'examinessin les queixes contra ell en un judici (Berghuy). Timur es va comprometre públicament a respectar la seva promesa de conservar-li la vida tal com els dos homes s'havien jurat davant l'Alcorà; llavors Ky Khuseru va exigir la seva entrega per la venjança de sang per l'assassinat del seu germà Kai Kobad (assassinat ordenat per Husayn); Timur el va enviar a Shah Muhammad i a altres cadis i jutges. Muhammad, el governant de Badakhxan va sentenciar que Husayn havia estat la causa de la ruïna de la seva família i havia embrutat tots els dies de la seva vida, assassinant diversos dels piadosos prínceps de Badakhxan; Shaikh Muhammad, el fill de Bayan Selduz, també va reclamar perquè milers de famílies de la seva tribu estaven errant pel desert a causa de la injustícia de Husayn i el saqueig del bestiar i propietats; altres caps també demanaven justícia. Els jutges van declarar que per salvar la vida havia de ser perdonat pels hereus de les persones que Husayn havia assassinat. Timur es va mantenir ferm i va indicar que era el seu pres i va abandonar l'assemblea, però els caps no ho acceptaven. Timur va dir que només ajornava la decisió. Però amir Ky Khuseru junt amb Aljaitu i Muhammad Shah van assaltar a Husayn i el van colpejar i se’l van emportar cap a la tomba de Khwaja Akfisha, on el van matar. Els quatre fills, Khan Said, Nuruz Sultan, Jahan Mulk i Khalil Sultan van escapar i van fugir cap a l'Índia. És probable que Timur hagués canviat d'idea i fos ell qui el va fer matar (o va deixar fer) per evitar rivalitats futures.
Timur es va declarar afectat per aquests fets i va anar a veure el seu cos, va repetir les oracions funeràries al damunt i va ordenar que fos enterrat amb tot el respecte. Després d'haver pres possessió de tot el tresor d'Amir Husayn, que havia acumulat amb avarícia, el va dividir entre els caps. L'endemà va convocar a una assemblea general i va ordenar que s'ocupessin de tots els seus seguidors i assistents i va traslladar a les seves dones i els seus fills a Samarcanda (segons la traducció de Patis de la Croix va agafar quatre de les dones per a si i les altres les va donar als caps). Entre aquestes quatre dones, Sarai Mulk Khanum, genguiskhànida, que li facilitava a Timur la connexió amb aquesta dinastia; una altra dona fou Ulus Agha, filla de Buyan Suldus; i una tercera Islam Agha, filla de Khidr Yasauri; aquestes dues aportaven aliances tribals. Entre les dones donades, Sevinj Qutlug Agha, germana de l'ex-khan Tarmaixirin i esposa anterior de Bayazid Jalayir i mare d'Ali Dervix Jalayir, fou per Bahram Jalayir (que era un aliat incert i segurament seguia a Mogolistan); Dilshad Agha per Zinde Khusham Apardi (que havia canviat de bàndol al darrer moment), i Adil Malik, filla de Kai Kobad Khuttalani, per amir Cheku o Jaku Barles (sota el comandament del qual van ser posades les tropes karaunes).